# Moravany (Brno-venkov)
Moravany é uma comuna checa localizada na região de Morávia do Sul, distrito de Brno-Venkov.